# James Kottak
James Kottak (26. prosince 1962 Louisville, Kentucky, USA – 9. ledna 2024, Louisville) byl americký bubeník, který se proslavil mezi lety 1996 a 2016 v německé kapele Scorpions.

## Kariéra
Předtím než se stal členem Scorpions hrál na bubny se spoustou metalových či hard rockových skupin jako Nut House, Mister Charlie, Buster Brown, Montrose, Wild Horses či se skupinou bývalého kytaristy Scorpions Michaela Schenkera McAuley Schenker Group, kde byl od roku 1991 až do jeho rozpadu v roce 1993. Poté byl od roku 1994 do roku 1996 v rockové skupině Warrant
Se Scorpions hrál od roku 1996, kdy vystřídal Hermana Rarebella. 12. září 2016 byl ze Scorpions vyhozen kvůli své závislosti na alkoholu a nahradil ho Mikkey Dee, bubeník z kapely Motörhead. Paralelně s tímto angažmá hrál ve své sólové skupině Kottak, kde byl hlavním zpěvákem.
V roce 2018 se vrátil po 29 letech do rockové kapely Kingdom Come, kde působil až do své smrti.
V roce 2022 v rozhovoru prozradil, že výrazně omezil alkohol, ale nikdy se mu nepodařilo úplně skončit. "Nemůžu říct, že bych skončil úplně. V mém případě to tak nefungovalo. Dostal jsem se do toho a dostal jsem se z toho. Je to kontinuální proces.“
9. ledna 2024 baskytarista skupiny Kingdome Come Johnny "JB" Frank oznámil, že Kottak zemřel ve věku 61 let. Poté tuto informaci potvrdila Kottakova dcera Tobi Tyler. Předpokládá se, že příčina úmrtí je zástava srdce.

## Osobní život
Byl ženatý s Athenou Lee – sestrou bubeníka skupiny Mötley Crüe Tommy Leeho. Má s ní syna Matthewa.

## Vybavení
Kottak používal činely Zildjian, bicí Ddrum, blány Aquarian a paličky Ahead. Dříve používal bicí Yamaha a paličky ProMark.

## Diskografie

### S Buster Brown
- Sign Of Victory (1985)

### S Montrose
- Mean (1987)

### S Kingdom Come
- Kingdom Come (1988)
- In Your Face (1989)

### S Michael Lee Firkins
- Michael Lee Firkins (1990)

### S Wild Horses
- Bareback (1991)
- Dead Ahead (2003)

### S McAuley Schenker Group
- M.S.G. (1992)

### S Warrant
- Ultraphobic (1995)

### S Ashba
- Addiction To The Friction (1996)

### Se Scorpions
- Pure Instinct (1996)
- Eye II Eye (1999)
- Moment of Glory (2000)
- Acoustica (2001)
- Unbreakable (2004)
- Humanity - Hour 1 (2007)
- Sting in the Tail (2010)
- Comeblack (2011)
- MTV Unplugged (2013)
- Return to Forever (2015)

### S Black Sheep
- Sacrifice (1999)

### Kottak
- Greatist Hits (1998)
- Therupy
- Rock & Roll Forever
- Attack (2011)